# Kawachinagano
Kawachi-Nagano (jap. 河内長野市 Kawachi-Nagano-shi) – miasto w Japonii, na wyspie Honsiu (Honshū), w prefekturze Osaka.

## Położenie
Miasto leży w południowo-wschodniej części prefektury nad rzeką Ishi. Graniczy z:
- Osaką
- Izumi
- Ōsaka-Sayamą
- Tondabayashi
- Gojō
- Hashimoto
- Sakai

## Historia
Miasto otrzymało status miejski szczebla -shi (市) w dniu 1 kwietnia 1954 roku.

## Miejsca godne uwagi

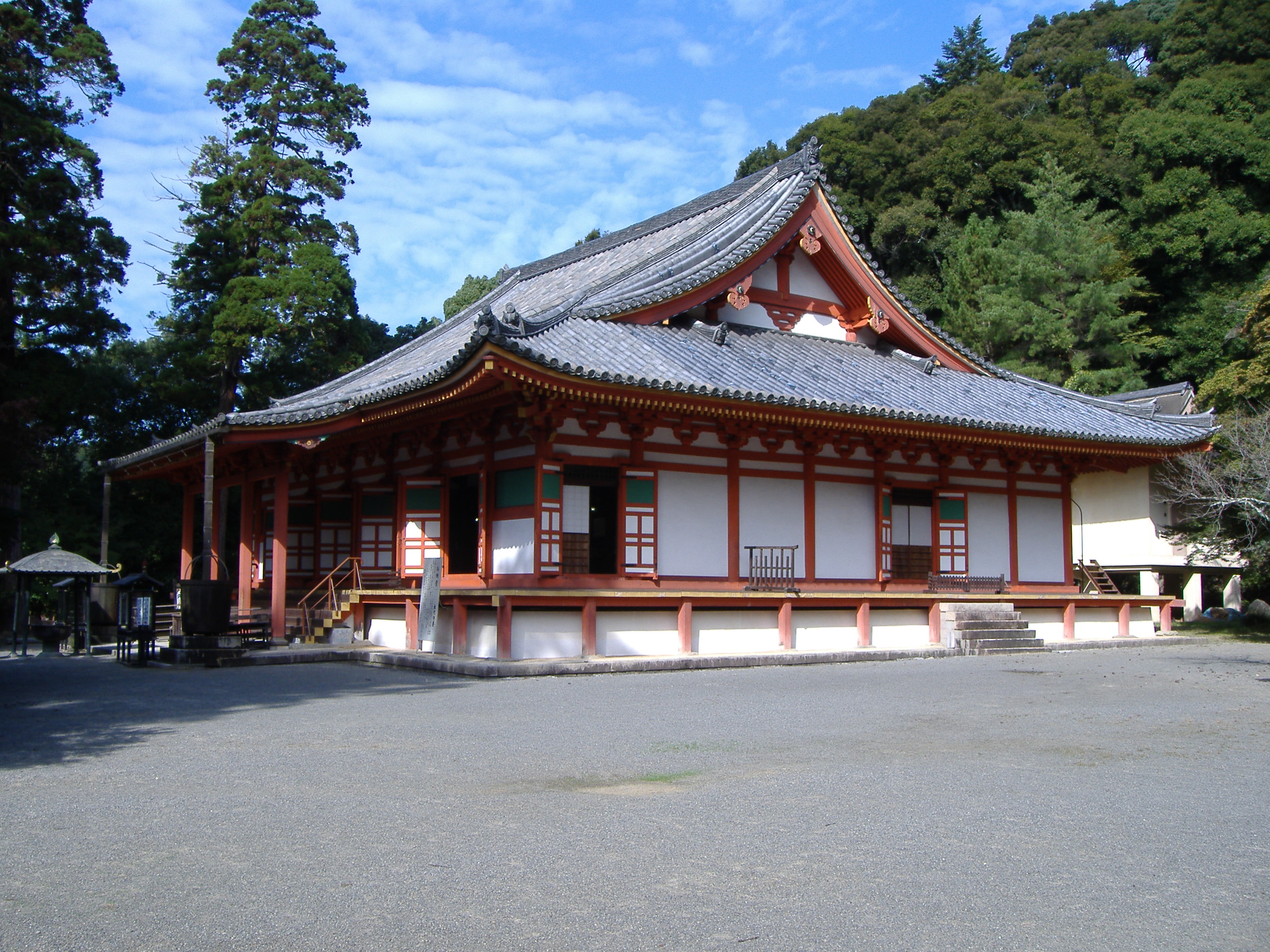
Świątynia Kanshin

- Chram Ebōshigata-Hachiman (烏帽子形八幡神社, Ebōshigata-Hachiman-jinja),
- Kanshin-ji (観心寺),
- Kongō-ji (金剛寺),
- Seishō-ji (盛松寺),
- Park Nagano (長野公園, Nagano-kōen),
- Prefekturalny Park Kultury i Kwiatów (大阪府立花の文化園, Ōsaka-furitsu hana no bunkaen),
- Świątynny staw (寺ヶ池, Tera-ga-ike ),
- Zapora Takihata (滝畑ダム, Takihata-Damu).

## Miasta partnerskie
- Stany Zjednoczone: Carmel